# Школа на натуралистите
Школа на натуралистите  или ин-ян школа (陰陽家/阴阳家; Yīnyángjiā; Yin-yang-chia; „школа на ин-ян“) е китайска философска школа от Периода на сражаващите се царства, която синтезира концепциите за ин и ян и петте елемента, като Цзоу Ян (350-270 г. пр.н.е.) се смята за основател на тази школа . Неговата философия свързала принципите за „ян“ и „ин“, активно и пасивно, светло и тъмно, мъжко и женско начало с петте елемента, от които се състои природата в техните променящи се комбинации.